# 크라이슬러 (기업)
크라이슬러 또는 공식 명칭 스텔란티스 노스아메리카(영어: Chrysler 또는 Stellantis North America)는 1925년에 월터 크라이슬러가 설립한 미국의 자동차 제조업체다.

## 개요
본사는 미시간주 디트로이트에 있으며, 한때 포드, GM에 이어 미국 내 자동차 업계 순위 3위를 차지했었다. 그러나 시장변화에 적응을 못하고, 결국 경영문제로 독일 다임러와 합병했다가 분리, 현재는 이탈리아 자동차 회사인 피아트에 속해 있다. 크라이슬러의 소유 관계는 1998년 이후로 몇 차례 변경되었다. 1998년부터 2007년까지 크라이슬러와 그 자회사들은 독일의 다임러 크라이슬러(DaimlerChrysler, 지금은 다임러 AG)의 1부였다. 다임러크라이슬러 지배 하에 있었을 때는 "다임러크라이슬러 모터스 컴퍼니 LLC" (DaimlerChrysler Motors Company LLC)라는 이름을 가졌는데 보통 사람들은 이 미국 내 기업 부문을 대개 "크라이슬러 그룹"이라고 불렀었다. 2007년 5월 14일, 다임러크라이슬러는 크라이슬러 그룹의 지분 중 80.1%를 미국의 사모 펀드 기업인 서버러스 캐피탈 매니지먼트(Cerberus Capital Management, L.P.)에 매각하였다. 크라이슬러 사의 이름은 크라이슬러 LLC(Chrysler LLC)로 변경되었다. 이 기업 매매는 2007년 8월 3일 완결되었다. 2009년 4월 27일, 다임러 AG는 나머지 19.9%의 지분을 포기하여 서버러스 캐피탈 매니지먼트에 양도하기로 합의하였다. 다임러는 최대 6억 달러만을 옛 다임러 크라이슬러의 종업원 연금 기금에 출자하기로 합의하였으며, 크라이슬러의 채권을 상각하기로 결정했다. 이에 따라 크라이슬러는 다임러에 대한 채무 15억달러를 상환하지 않게 되었다. 결과적으로 다임러와 크라이슬러의 관계는 완전히 정리되었다. 2009년 4월 29일 블룸버그는 크라이슬러가 파산법 11조 파산 보호 적용 신청을 할 예정이라고 보도하였다. 파산보호 신청 직후 이탈리아 피아트와 자본제휴 관계를 맺었고, 2014년에 피아트 계열로 편입되어 피아트 크라이슬러 오토모빌스(FCA)가 출범했다. 이후 PSA와 FCA가 합병하기로 합의함에 따라 스텔란티스가 출범하여 현재의 스텔란티스 계열에 이르고 있다. 대한민국에는 우성타이어 계열의 우성유통을 통해 수입하여 판매하기 시작했으며, 1996년부터 "크라이슬러 한국판매"라는 법인을 세우고, 직판 체계로 전환했다. 이후 크라이슬러 한국판매는 다임러크라이슬러코리아 등을 거쳐서 스텔란티스 출범 이후에는 스텔란티스코리아로 사명을 변경하여 현재에 이르고 있다.

## 같이 보기
- 크라이슬러
- 스텔란티스
- 닷지
- 지프
- 피아트
- 램